# صوفي دوقة إدنبرة
صوفي، دوقة إدنبرة (ولدت صوفي هيلين ريز-جونز، Sophie Helen Rhys-Jones، في 20 يناير 1965 في اكسفورد) هي زوجة الأمير إدوارد، إيرل وسكس اصغر أبناء الملكة اليزابيث الثانية. للثنائي طفلين هما الليدي لويز ويندسور وجيمس، فيسكونت سيفيرن.

## مولدها ونشأتها
ولدت صوفي هيلين ريز-جونز في 20 يناير (كانون الثاني) عام 1965, والديها هما كريستفور ريز-جونز، بائع عجلات متقاعد، وزوجته ماري التي كانت تعمل سكرتيرة. والدتها توفيت في عام 2005. سميت هيلين تيمناً بأخت والدها التي توفيت في حادث سيارة قبل فترة طويلة من ولادة صوفي.

## الحياة الملكية
تزوجت الأمير إدوارد، أصغر أبناء الملكة اليزابيث الثانية وزوجها الأمير فيليب في 19 يونيو (حزيران)1999, في كنيسة القديس جورج في قلعة ويندسور. تعتبر مراسم زواجهما متواضعة مقارنة بالأمراء الذين سبقوهم متضمناً أخوي العريس الملك تشارلز ، والأمير أندور، دوق يورك. الثنائي حصلا على لقب أيرل وكونتيسة ويسكس في كسر لتقاليد العائلة المالكة، أن أبناء الملكة يلقبون بدوق وهو أعلى لقب في طبقة النبلاء في أوروبا. الأمير إدوارد سوف يصبح دوق إدنبرة بعد وفاة والده ووالدته وتتويج أخيه الأكبر ملكاً على بريطانيا.
في 8 نوفمبر 2003 ولدت الكونتيسة ابنتهما لويز عن طريق عملية قيصرية في ولادة مبكرة تعتبر صعبة. ثم ولدت جيمس، فيسكونت سيفيرن في 17 ديسمبر 2007 ايضاً في عملية قيصرية.
في يوم زواجهما الثنائي طلبا من الملكة أن تكون القاب ابنائهما كما القاب أبناء النبلاء، والا لكان طفليهما لقبا بلقب أمير وأميرة مع صاحب\صاحبة سمو ملكي.
صوفي كانت تعمل في مؤسستها الخاصة للعلاقات العامة حتى تعرضت للانتقادات وأغلقت المؤسسة في عام 2002. حالياً هي تساعد زوجها في أعماله الملكية، حيث للثنائي جدول ممتلئ بالعديد من الأعمال الرسمية، وكانا يمثلان الملكة في المناسبات الرسمية الملكية.

## روابط خارجية
- صوفي دوقة إدنبرة على موقع IMDb (الإنجليزية)
- صوفي دوقة إدنبرة على موقع الموسوعة البريطانية (الإنجليزية)
- صوفي دوقة إدنبرة على موقع مونزينجر (الألمانية)
- صوفي دوقة إدنبرة على موقع قاعدة بيانات الفيلم (الإنجليزية)